# Crhov (Štíty)
Crhov (německy Cerhof) je vesnice spadající pod město Štíty v okrese Šumperk v olomouckém kraji. Leží v Zábřežské vrchovině asi 3,5 km jihozápadně od Štítů, na samé západní hranici šumperského okresu. K roku 2001 zde žilo 118 obyvatel.

## Název
Nejstarší písemný doklad z roku 1358 ukazuje podobu Crhonice, ve všech následujících (od roku 1359) je pak Crhov. Základem obou podob bylo osobní jméno Crha, což byla hlásková obměna jména Cyril. Variantou jména Crha bylo Crhoň, na němž byl založen tvar Crhonice, původně vlastně pojmenování obyvatel vsi, jehož výchozí tvar Crhonici znamenal "Crhoňovi lidé". Význam tvaru Crhov byl "Crhův majetek".

## Historie
Crhov se v pramenech připomíná poprvé roku 1358. Už před rokem 1431 patřil k Šilperskému statku, s nímž přešel roku 1624 k lichtenštejnskému panství Ruda. Podle lánového rejstříku z roku 1677 tu bylo 18 usedlých.  Do roku 1834 vzrostl počet obyvatel na 526 a počet domů na 89. Byla zde dědičná rychta a docházel sem učitel ze sousední Cotkytle; samostatná obecná škola zde vznikla až r. 1864.
Po zrušení patrimoniální správy připadl Crhov k obvodu okresního soudu v Šilperku a hejtmanství v Zábřehu. Obyvatelstvo se nemohlo uživit z chudých kamenitých polí, a proto se věnovalo domácké výrobě, zejména dřevěného nářadí, kartáčových prkének a nitěných knoflíků. Větším závodem tu byla jen pila, která zůstala v provozu  i po roce 1945. Bída zdejších lidí a zvláště pak využívání dětských rukou při obšívání nitěných knoflíků byly kritizovány v dobové publicistice. Za druhé světové války zde bylo aktivní protinacistické odbojové hnutí, z něhož nakonec vyrostla menší partyzánská skupina; ta se podílela, i oběťmi na životech, na ozbrojeném střetnutí s ustupujícími německými vojáky u Cotkytle 7. května 1945.
Zemědělské družstvo se v této horské vsi rodilo v padesátých letech pod velkým nátlakem a nemělo naději na větší úspěch, takže bylo v roce 1964 začleněno do komplexu Státního statku ve Štítech. Zdejší jednotřídní škola byla nakonec zrušena a z veřejných zařízení zůstal jenom obchod a hostinec.

## Pamětihodnosti

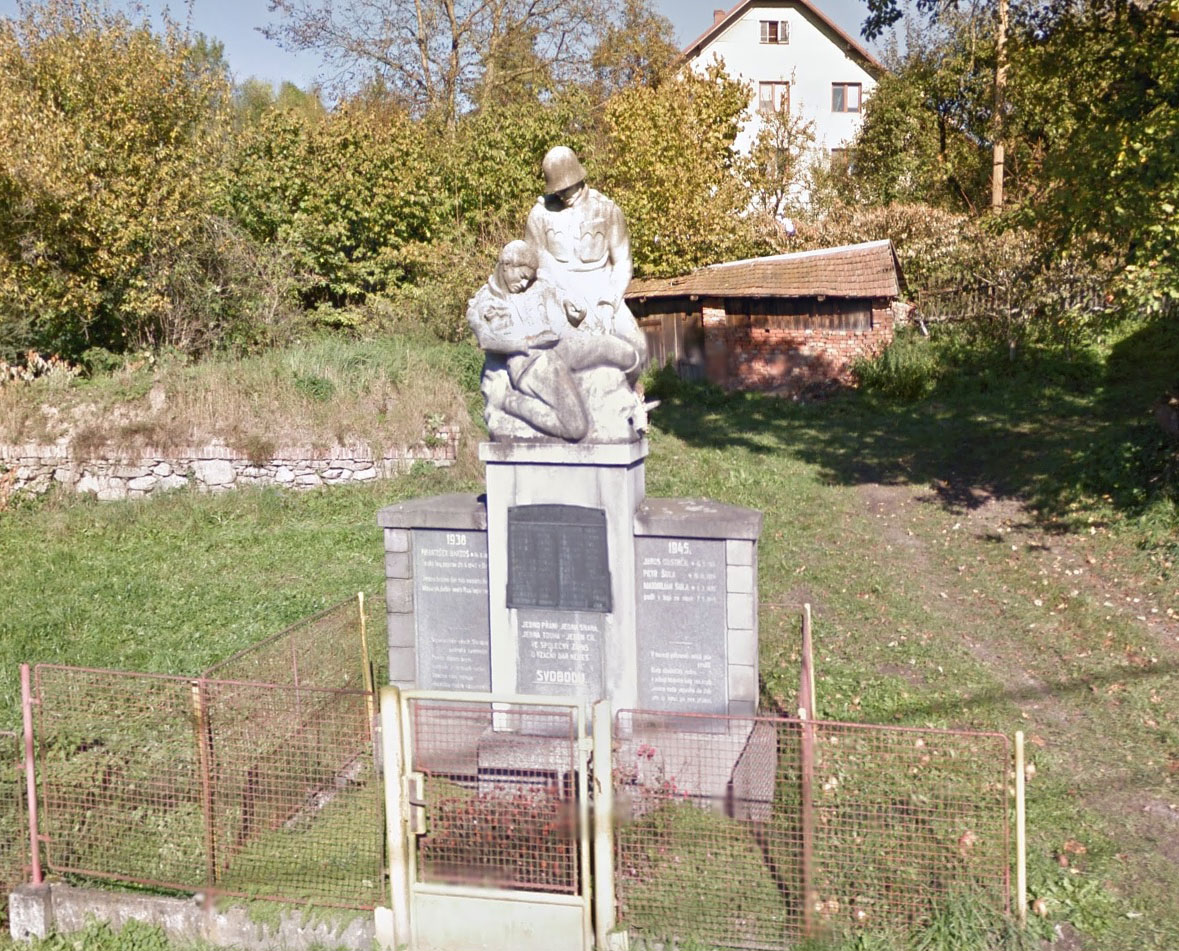
Pomník padlých 1. a 2. světové války v Crhově

- Pomník obětem 1. a 2. světové války
- kaple sv. Cyrila a Metoděje

## Kulturní akce
- Crhovská chasa - Crhovská chasa je spolek, jenž se podílí na společenském a kulturním životě, který se aktivně podílí na kulturním a společenském životě v části Crhova a Štítů.